# Heliophanus verus
Heliophanus verus là một loài nhện trong họ Salticidae.
Loài này thuộc chi Heliophanus. Heliophanus verus được Wanda Wesołowska miêu tả năm 1986.